# Рыбалко, Иван Климентьевич
Иван Климентьевич Рыбалко (укр. Іван Климентійович Рибалка; 22 июня 1919, с. Витовцы Полтавской губернии — 29 ноября 2001) — украинский и советский историк, педагог, доктор исторических наук, почëтный профессор Харьковского национального университета, действительный член и вице-президент Академии исторических наук Украины.
Лауреат Государственной премии в области науки и техники УССР (1985). Заслуженный деятель науки и техники УСCP (1989).

## Биография
Родился в крестьянской семье. В 1927 пошёл в начальную школу, но после смерти матери в 1930 стал беспризорником и оказался в детской трудовой колонии им. Горького на Харьковщине. В 1934 получив неполное среднее образование поступил на учебу в Украинский коммунистический газетный техникум в Харькове, после окончания которого работал в одной из районных газет.
С 1938 — студент исторического факультета Харьковского государственного университета. Учёбу прервала война. И. Рыбалко участвовал в боях 1941—1942 годов на Белгородском направлении Юго-Западного фронта, на Дону и под Воронежем, был дважды ранен, стал инвалидом II группы.
С сентября 1943 возобновил учёбу в харьковском университете, который окончил с отличием в 1945 году. Работал ассистентом кафедры истории СССР и УССР, заместителем декана исторического факультета, поступил в аспирантуру. В 1950-е годы занимал пост редактора газеты «Соціалістична Харківщина».
В 1950 защитил кандидатскую диссертацию и стал доцентом кафедры истории СССР и УССР.
И. Рыбалко заведовал кафедрой истории Украины со дня её восстановления в 1957 году до 1989 года, ставшей одной из ведущих на Украине.
Доктор исторических наук с января 1964, профессор кафедры истории Украины, в 1972—1974 — проректор Харьковского государственного университета.

## Научная деятельность
И. Рыбалко — автор около 200 научных работ, в том числе монографий, учебников, программ, сборников документов. Он является автором первых на Украине учебников по истории Украины для студентов вузов. В 1995—1997 с грифом Министерства образования вышли две части его нового учебника по истории Украины, охватывающих период с древнейших времен и до 1917 года.
Профессор И. К. Рыбалко поставил и решил многие недостаточно или совсем не исследованные вопросы истории гражданской войны на Украине. Заметен его вклад и в изучение аграрных преобразований в украинском селе в 1920-х — 1930-х года. Не менее важное значение имеют работы историка в области археографии. Научный стиль проф. И.К.Рибалко отличало доскональное знание источников, точность и корректность в их использовании. Это позволяло ему глубоко ориентироваться в фактах и событиях, социально-политической обстановке, культуре и менталитете народа в исследуемую историческую эпоху.
Много лет И. Рыбалко возглавлял специализированный совет по защите докторских и кандидатских диссертаций Харьковского университета. Вокруг профессора концентрировалась большая школа историков, изучающих широкий круг проблем истории страны. В особенности, истории революции 1917 г., Гражданской войны, установления советской власти, аграрных преобразований на Украине. И.К. Рыбалко был одним из разработчиков учебного плана исторического факультета ХГУ, на протяжении десятилетий бывшего основой подготовки историков Харьковской школы.

## Избранные публикации
- История Украинской ССР : Досоветский период: (Учебник для студентов ист. фак. вузов), 591 c. карт 22 см, Киев Вища школа 1978
- «История Украинской ССР : Эпоха социализма». (Учебник для ист. фак. вузов) / И. Рыбалка, В. Довгопол, 639 с. ил. 22 см, Киев Вища школа. 1982
- «Історія України. Від найдавніших часів до кінця XVIII ст.» Підручник для вузів. Частина 1 (1995),
- «Історія України. Від початку XIX століття до лютого 1917 р.» Підручник для вузів. Частина 2 (1997)